# صخره‌ماهی (سرده)
صخره‌ماهی (سرده) (نام علمی: Sebastes) نام یک سرده از تیره عقرب‌ماهیان است.